# Solidthinking
solidThinking è un software di modellazione 3D e rendering sviluppato da solidThinking Inc. È un software per industrial designer e centri stile che permette di coniugare gli aspetti estetici ed ergonomici con quelli funzionali per creare prodotti di diverso tipo quali autovetture, orologi, bottiglie, gioielli, mobili, apparecchi elettronici e, in generale, la maggior parte degli oggetti che ci circondano.
Il metodo di modellazione si basa su curve e superfici NURBS e, grazie alla Storia di Costruzione (ConstructionTree) del programma, qualsiasi modifica apportata a punti, parametri od oggetti comporta l'istantaneo aggiornamento del modello consentendo quindi di esplorare liberamente diverse alternative di design. solidThinking fornisce anche funzionalità di modellazione poligonale con superfici di suddivisione (subdivision surfaces).
Il programma integra anche funzioni di rendering ed animazione. In particolare il motore di rendering fotorealistico offre la possibilità di visualizzare una scena in maniera fotorealistica in tempo reale (real-time rendering). Sono supportati anche motori di rendering di terze parti come PhotoRealistic RenderMan e Maxwell Render.
solidThinking Inspire è la versione del prodotto che aggiunge ulteriori funzionalità tra cui la tecnologia per la generazione di forme denominata morphogenesis che permette ai designer, definendo le principali condizioni al contorno, forze e pressioni a cui il modello sarà sottoposto, di identificare forme e strutture efficienti da un punto di vista strutturale.

## Storia
Il software fu inizialmente sviluppato da Guido Quaroni per NEXTSTEP, sistema operativo sviluppato dalla NeXT di Steve Jobs, vincendo al suo lancio il premio Best of Breed nella categoria "CAD e 3D" in occasione della fiera internazionale NeXTWORLD EXPO tenutosi a San Francisco nel giugno 1993. 
Il porting di solidThinking su piattaforma Windows iniziò nel 1997 e fu completato nel 1998 con il rilascio di solidThinking 3.0 per Windows. Un anno più tardi, il programma venne rilasciato anche su piattaforma Mac. Le versioni del prodotto vengono rilasciate simultaneamente sia su Windows che su macOS.
Più recentemente sono state introdotte le versioni di prodotto solidThinking 8.0 e solidThinking Inspired 8.0, con la nuova tecnologia morphogenesis.